# Lentigny, Schweiz
Lentigny är en ort i kommunen La Brillaz i kantonen Fribourg, Schweiz. Lentigny var tidigare en egen kommun, men den 1 januari 2001 bildades kommunen La Brullaz genom en sammanslagning av kommunerna Lovens, Onnens och Lentigny.